# 신이 버린 특공대
《신이 버린 특공대》(All The Queen's Men)는 미국에서 제작된 스테판 루조비츠키 감독의 2001년 코미디 영화이다. 맷 르블랑 등이 주연으로 출연하였고 마코 웨버 등이 제작에 참여하였다.

## 출연

### 주연
- 맷 르블랑
- 에디 이자드

### 조연
- 제임스 코스모
- 니콜레트 크레비츠
- 우도 키에르
- 데이비드 벌킨
- 올리버 코리트키
- 카알 마르코빅스
- 에드워드 폭스

## 기타
- Line PD: 맨프리드 프리취
- Line PD: 미겔
- 공동제작: 대니 크라우즈
- 미술: 프랭크 볼링거
- 의상: 니콜 피쉬놀러
- 배역: 셀레스탸 폭스
- 배역: 에이프릴 웹스터